# Gypsochroa renitidaria
Gypsochroa renitidaria är en fjärilsart som beskrevs av Jean Baptiste Boisduval 1840. Gypsochroa renitidaria ingår i släktet Gypsochroa och familjen mätare. Inga underarter finns listade i Catalogue of Life.